# Golbery do Couto e Silva
Golbery do Couto e Silva (né le 21 août 1911 à Rio Grande (Rio Grande do Sul) au Brésil et mort le 18 septembre 1987 à São Paulo) est un général de l'armée brésilienne qui a développé la Doctrine de Sécurité Nationale Brésilienne. Pendant la Seconde Guerre mondiale, il fut membre de la Force expéditionnaire brésilienne.